# Robson Vaz Shimabuku
Robson Vaz Shimabuku, hay Robson (sinh ngày 26 tháng 4 năm 1988) là một cầu thủ bóng đá người Brasil gốc Nhật Bản thi đấu cho Cova da Piedade.

## Sự nghiệp câu lạc bộ
Anh ra mắt chuyên nghiệp tại Giải bóng đá hạng nhất quốc gia Bồ Đào Nha cho Oliveirense vào ngày 20 tháng 9 năm 2009 trong trận đấu trước Freamunde.